# 5807 Mshatka
5807 Mshatka eller 1986 QA4 är en asteroid i huvudbältet som upptäcktes den 30 augusti 1986 av den ryska astronomen Ljudmila Tjernych vid Krims astrofysiska observatorium på Krim. Den är uppkallad efter den ryske filosofen Nikolaj Y. Danilevskijs sommarställe.
Asteroiden har en diameter på ungefär 4 kilometer.